# كينجي كوياما
كينجي كوياما (باليابانية: 小山 健二) (5 سبتمبر 1972 في هيروشيما في اليابان – )؛ هو لاعب كرة قدم ياباني سابق كان يلعب كحارس مرمى.

## وصلات خارجية
- كينجي كوياما على موقع رابطة كرة القدم اليابانية للمحترفين (اليابانية)
- كينجي كوياما على موقع قاعدة بيانات كرة القدم.إي يو (الإنجليزية)
- كينجي كوياما على موقع Soccerway.com (الإنجليزية)
- كينجي كوياما على موقع عالم كرة القدم.نت (الإنجليزية)